# كارتويلوفيل

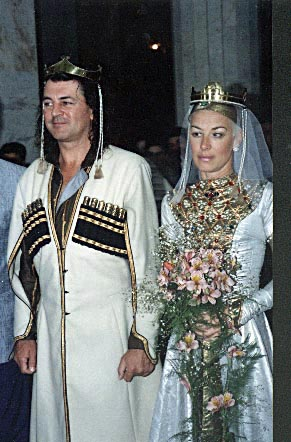

کارتویلوفیل (بالجورجية: ქართველოფილი) هي عشق وحب وتقدير لجورجيا، وثقافتها ومجتمعتها وتطورها.

## کارتویلوفیلون
- جان شاردان
- ألكسندر دوما
- Mihály Zichy[الإنجليزية]
- هاينريش بول
- Marjory Wardrop[الإنجليزية]
- Oliver Wardrop[الإنجليزية]
- Marie-Félicité Brosset[الإنجليزية]
- مايكل ماكفول
- فيديريكو فليني
- فرانسيس فورد كوبولا
- Anastasia Zavorotnyuk
- Victoria Lopyreva
- إلدار ريازانوف